# سنت-بنوا-دو-سولت
سنت-بنوا-دو-سولت (به فرانسوی: Saint-Benoît-du-Sault) یک کمون در فرانسه است که در اندر واقع شده‌است. سنت-بنوا-دو-سولت ۱٫۸ کیلومتر مربع مساحت و ۶۷۷ نفر جمعیت دارد و ۲۲۳ متر بالاتر از سطح دریا واقع شده‌است.